# دوزن‌لی (بورچکا)
دوزن‌لی (به ترکی استانبولی: Düzenli) یک منطقهٔ مسکونی در ترکیه است که در بورچکا واقع شده‌است. دوزن‌لی ۲۱۹ نفر جمعیت دارد.